# Energie-Nederland
Energie-Nederland is een Nederlandse brancheorganisatie voor producenten, leveranciers en handelaren van stroom, gas en of warmte. Bij de organisatie zijn anno 2019 zo'n 60 leden aangesloten en de vereniging vertegenwoordigt daarmee naar eigen zeggen 80% van de markt.

## Geschiedenis
Per 1 januari 1992 fuseerden de brancheverenigingen voor de aanbieders van gas- (Vegin, Vereniging van exploitanten van gasbedrijven in Nederland, opgericht in 1973 als fusie tussen de Commissie samenwerking regionale gasvoorziening (25 april 1962), vanaf 1967 Vereniging samenwerkende regionale organen gasvoorziening (SROG) en de Vereniging van exploitanten van gasbedrijven (VEG, 1 april 1953)), stroom- (VEEN,  Vereniging van exploitanten van elektriciteitsbedrijven in Nederland opgericht op 6 oktober 1952 en voortgekomen uit de Vakgroep Elektriciteitsbedrijven die viel onder de Bedrijfsgroep Openbare Nutsbedrijven uit 1941) en stadsverwarming (Vestin, Vereniging van exploitanten van stadsverwarmingsbedrijven in Nederland opgericht 14 maart 1980).
Deze drie organisaties hadden in 1991 de Machiavelliprijs gekregen voor een gezamenlijk milieuactieplan met een campagne voor energiebesparing. Als vestigingsplaats voor de 70 werknemers werd Arnhem (oude locatie VEEN) gekozen en de naam werd EnergieNED. De vereniging EnergieNED werd officieel op 19 december 1991 opgericht met de drie fusiepartners als leden en de daadwerkelijke integratie was op 11 juni 1992 rond.
In 2007 stapten meerdere bedrijven uit EnergieNED en richtten de Nederlandse Vereniging voor Marktwerking in Energie (VME) op. De bedrijven vonden hun belangen niet meer behartigd door inwerkingtreding van de wet onafhankelijk netbeheer (WON) op 1 juli 2008. Per 1 september 2010 kwamen beide organisaties weer bij elkaar en gingen samen verder als Energie-Nederland met standplaats Den Haag.